# 共和国大統領 (フランス)

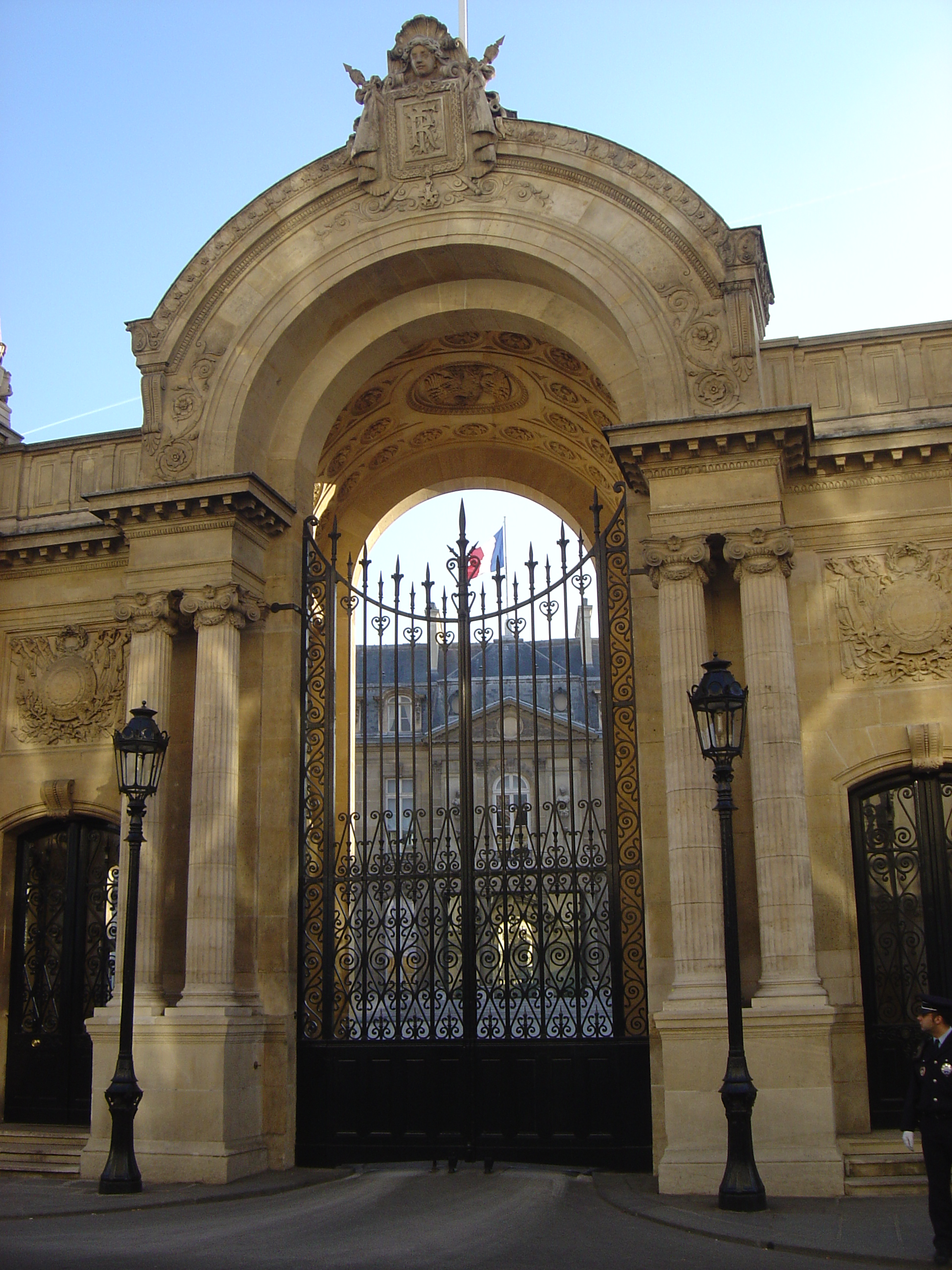
エリゼ宮殿（大統領府）

フランス共和国大統領（フランスきょうわこくだいとうりょう、フランス語: Président de la
République française）は、フランスの元首たる大統領。
また歴史的経緯から、フランスの大統領は隣国であるアンドラ公国の国家元首である共同公をウルヘル司教とともに務める。

## 任期
フランス第五共和政では当初、任期を7年としていた（再選回数制限無し）。しかし、2000年の国民投票により、任期は5年に短縮された（当時は再選回数制限に変更無し）。2008年7月21日、憲法が改正され、連続した任期は2期まで（10年まで）に制限された。また、議会における大統領の演説が可能になった。

## 権限
単なる行政権限の保持者というよりも、国民の支持に基づき司法・立法・行政の上に立つ国家元首の位置づけが強い。

### 専権事項
- 軍の指揮権
- 外交権
- 首相の任免権
- 国民議会の解散権
- 法律や条約・憲法改正案を議会を通さず、直接国民投票にかける権利
- 自身の免責特権および恩赦を与える権利

退任後も他の公職に付いていないという条件があるが、終身、憲法裁判所の裁判官になる権利を有する。

## 継承順位
大統領が欠員となった場合、元老院の議長が代行になる。過去に元老院議長のアラン・ポエールが臨時大統領になった。

## 公邸
共和国大統領の住居と執務室を兼ねる公邸は、パリ8区のフォーブール・サントノレ通りにあるエリゼ宮殿である。